# 澤柳政太郎記念東北大学男女共同参画賞
澤柳政太郎記念東北大学男女共同参画賞（さわやなぎまさたろうきねんとうほくだいがくだんじょきょうどうさんかくしょう、通称：澤柳記念賞）は、東北大学が授与する賞。アカデミアにおける男女共同参画の先駆として各分野で活躍し、多大な貢献をなした個人またはグループに贈られる。2014年から始まったもので、東北大学が主催する男女共同参画シンポジウム内において、授賞式及び受賞講演が行われる。

## 歴代受賞者
氏名、所属は受賞時。

### 第1回（2014年）
- Ａ賞　辻村みよ子 - 明治大学法科大学院　教授

　　「日本の男女共同参画社会の推進を牽引する先導的活動について」
- Ｂ賞　ＳＡ輝友会

　　「サイエンス・エンジェル修了生を中心とした有志団体による男女共同参画への取組み」

### 第2回（2015年）
- Ａ賞　大坪久子 - 日本大学薬学部薬学研究所　上席研究員

　　「日本の理工系女性研究者支援を牽引した先導的活動」
- Ｂ賞　新大Wits

　　「“新大Wits”による出前授業活動から生まれた男女共同参画多世代キャリア教育」

### 第3回（2016年）
- Ａ賞　名古屋大学男女共同参画室

　　「大学における男女共同参画推進事業のモデル化による国際的拠点化」
- Ｂ賞　該当なし

### 第4回（2017年）
- Ａ賞　小川眞里子 - 国立大学法人三重大学　名誉教授

　　「科学技術とジェンダー：歴史と展望の探究」
- Ｂ賞　古山陽一 - 国際医療福祉大学成田看護学部　助教

　　「看護学分野における若手男性研究者として男性のケアワーク参画を支援する先導的活動」

### 第5回（2018年）
- Ａ賞　九州大学研究戦略委員会

　　「『女性枠設定による教員採用・養成システム』による先導的取組の推進とその成果」
- Ｂ賞　大阪府立大学理系女子大学院生チームＩＲＩＳ

　　「理系女子大学院生チームＩＲＩＳ（アイリス）による地域における理系進路支援の取り組み」